# Anàlisi de DuPont

Representació gràfica de l'anàlisi DuPont.

L'anàlisi de DuPont (també coneguda com a identitat de DuPont, equació de DuPont, marc de DuPont, model de DuPont o mètode de DuPont) és una expressió que divideix el ROE (retorn de l'equitat) en tres parts.
O
El nom prové de l'empresa DuPont que va començar a utilitzar aquesta fórmula a la dècada de 1920. El venedor d'explosius de DuPont, Donaldson Brown, va inventar la fórmula en un informe d'eficiència interna el 1912.

## Fórmula bàsica
- Rendibilitat: mesurada pel marge de benefici
- Eficiència d'actius: mesurada per la rotació d'actius
- Palanquejament financer : mesurat pel multiplicador de capital

ROE = (Profit margin)×(Asset turnover)×(Equity multiplier) = Net profitSales×SalesAverage Total Assets×Average Total AssetsAverage Equity = Net ProfitEquity
O
ROE = ProfitSales×SalesAssets = ProfitAssets×AssetsEquity
L'anàlisi de DuPont desglossa el ROE (és a dir, els rendiments que reben els inversors d'un sol dòlar de capital) en tres elements diferents. Aquesta anàlisi permet a l'analista entendre la font de rendiment superior (o inferior) en comparació amb empreses de sectors similars (o entre indústries).
ROE = ROS×AT = ROA×Leverage

## Anàlisi ROE
L'anàlisi de DuPont és menys útil per a indústries com la banca d'inversió, en què els elements subjacents no són significatius. S'han desenvolupat variacions de l'anàlisi de DuPont per a indústries on els elements són poc significatius. 

## Exemples

### Indústries d'alt marge
Algunes indústries, com la moda, poden obtenir una part substancial del seu avantatge competitiu de vendre amb un marge més elevat, en lloc de vendes més altes. Per a les marques de moda de gamma alta, augmentar les vendes sense sacrificar el marge pot ser fonamental. L'anàlisi de DuPont permet als analistes determinar quin dels elements és dominant en qualsevol canvi de ROE.

### Indústries d'alta rotació
Alguns tipus d'operacions minoristes, en particular les botigues, poden tenir marges de benefici molt baixos sobre les vendes i un palanquejament relativament moderat. En canvi, però, les botigues de queviures poden tenir una facturació molt elevada, venent un múltiple important dels seus actius a l'any. El ROE d'aquestes empreses pot dependre especialment del rendiment d'aquesta mètrica i, per tant, la rotació d'actius es pot estudiar amb molta cura per detectar signes de rendiment inferior o superior. Per exemple, les vendes a la mateixa botiga de molts minoristes es consideren importants com una indicació que l'empresa està obtenint més beneficis de les botigues existents (en lloc de mostrar un rendiment millorat obrint botigues contínuament).

### Indústries d'alt palanquejament
Alguns sectors, com el sector financer, depenen d'un alt palanquejament per generar un ROE acceptable. Altres indústries veurien que els nivells elevats de palanquejament són inacceptablement arriscats. L'anàlisi de DuPont permet a tercers que es basen principalment en els seus estats financers per comparar el palanquejament entre empreses similars.

## Relació ROA i ROE
La ràtio de retorn dels actius (ROA) desenvolupada per DuPont per al seu propi ús ara l'utilitzen moltes empreses per avaluar l'eficàcia amb què s'utilitzen els actius. Mesura els efectes combinats dels marges de benefici i la rotació d'actius.
{\displaystyle {\text{ROA}}={\frac {\text{Net Income}}{\text{Revenue}}}\times {\frac {\text{Revenue}}{\text{Average Total Assets}}}={\frac {\text{Net income}}{\text{Average Total Assets}}}}
La ràtio de rendiment del capital (ROE) és una mesura de la taxa de rendibilitat per als accionistes. La descomposició del ROE en diversos factors que influeixen en el rendiment de l'empresa sovint s'anomena sistema DuPont.
{\displaystyle {\text{ROE}}={\frac {\text{Net Income}}{\text{Average Total Equity}}}={\frac {\text{Net Income}}{\text{Pretax Income}}}\times {\frac {\text{Pretax Income}}{\text{EBIT}}}\times {\frac {\text{EBIT}}{\text{Revenue}}}\times {\frac {\text{Revenue}}{\text{Average Total Assets}}}\times {\frac {\text{Average Total Assets}}{\text{Average Total Equity}}}}
On:
- Ingrés net = ingressos nets després d'impostos
- Patrimoni net = fons propis
- EBIT = Guanys abans d'interessos i impostos
- Sovint, els ingressos abans d'impostos es reporten com a guanys abans d'impostos o EBT

Aquesta descomposició presenta diverses proporcions utilitzades en l'anàlisi fonamental.
- La càrrega fiscal de l'empresa és (Ingressos nets ÷ Benefici abans d'impostos). Aquesta és la proporció dels beneficis de l'empresa retinguts després de pagar l'impost sobre la renda. [NI/EBT]
- La càrrega d'interessos de l'empresa és (ingressos abans d'impostos ÷ EBIT). Això serà d'1,00 per a una empresa sense deute ni palanquejament financer. [EBT/EBIT]
- El marge d'ingressos d'explotació o rendiment de les vendes (ROS) de l'empresa és (EBIT ÷ Ingressos). Aquest és el benefici d'explotació per dòlar de vendes. [EBIT/Ingressos]
- La rotació d'actius (ATO) de l'empresa és (Ingressos ÷ Actius totals mitjans).
- El multiplicador de capital de l'empresa és (Actiu total mitjà ÷ Patrimoni total mitjà). Aquesta és una mesura de palanquejament financer.